# Szegő György (műfordító)
Szegő György (Kolozsvár, 1919. november 17. – Kolozsvár, 2007. szeptember 11.) erdélyi magyar műfordító. Szegő Júlia fia, Szegő Katalin férje.

## Életútja
Középiskoláit Kolozsváron végezte (1938); a Ferenc József Tudományegyetemen vegyész oklevelet (1942), a Bolyai Tudományegyetemen orosz nyelv- és irodalom szakos tanári képesítést (1950), majd a BBTE-n angol–magyar nyelv- és irodalom szakos tanári diplomát (1971) szerzett. 1944–49 között vegyészként dolgozott a kolozsvári Dermata Bőr- és Cipőgyárban, 1948–50 között orosz lektor a Magyar Művészeti Intézetben; 1950–59 között a Bolyai Tudományegyetemen, 1959–79 között helybeli középiskolákban tanított.
Első írását a Korunk közölte 1935-ben, cikkei, műfordításai ugyanitt, valamint az Utunk, Élet és Irodalom, Igazság hasábjain jelentek meg. Egy, az óorosz és ógermán népi verselés közötti lehetséges összefüggésről írott nagyobb tanulmányát a debreceni Kossuth Lajos Tudományegyetem szlavisztikai évkönyvében tette közzé 1974-ben. Kisebb műfordításaival 14 antológiában szerepelt, számos műfordítás-kötete jelent meg mind Bukarestben, mind Budapesten.

## Műfordításkötetei
- Puskin: Poltava (Bukarest, 1949);
- Puskin: Ruszlán és Ludmilla (Bukarest. 1950);
- Bezimenszkij: A harag versei (Bukarest, 1951);
- Nyekraszov: Topogó tábornok (Bukarest, 1957);
- Nyekraszov: Ki él boldogan Oroszhonban? (Bukarest, 1959);
- A bűvös köcsög. Kína népeinek meséiből (Bukarest, 1960);
- Csang Tien-Ji: A bűvös tök (Bukarest, 1961);
- Csingiz Ajtmatov: Piroskendős jegenyécském (elbeszélések, Tarisznyás Györgyivel, Bukarest, 1962);
- Polescsuk: A pergamen titka (Budapest, 1962);
- Bikov: A harmadik rakéta (Budapest, 1964);
- Szemjonov: Veszélyes játék (Budapest, 1965);
- Szemjonov: A boldog herceg (Bukarest, 1968);
- E. T. A. Hoffmann: Aranycserép (Bukarest, 1972);
- Antelme: Emberi nemünk (Budapest, 1972);
- Victor Ion Popa: Uram, irgalmazz! (Bukarest, 1973);
- A sellő hatalmában (német klasszikus mesék, Bukarest, 1977);
- Walter Scott: A lovag (Budapest, 1978);
- Defoe: Jack ezredes (Budapest, 1982);
- Verne: Fekete Indiák (Bukarest, 1983);
- Szungyata, az oroszlán fia (mandinka hősének, Budapest, 1983);
- Drewe: A gyilkos varjak (Budapest, 1987);
- Emily Brontë verseiből (Budapest, 1988).
- Beowulf (Budapest, 1994)